# کانگ سئونگ-جین
کانگ سئونگ-جین (انگلیسی: Kang Seong-jin؛ زادهٔ ۲۶ مارس ۲۰۰۳) بازیکن فوتبال اهل کره جنوبی است که در حال حاضر برای سئول در پست هافبک بازی می‌کند.
از باشگاه‌هایی که در آن بازی کرده است می‌توان به سئول اشاره کرد.
وی همچنین در تیم‌های ملی فوتبال زیر ۱۷ سال کره جنوبی، زیر ۲۰ سال کره جنوبی، زیر ۲۳ سال کره جنوبی و کره جنوبی بازی کرده است.

## دوران باشگاهی
کانگ که بازیکن جوان سئول است، در سال ۲۰۲۱ به تیم بزرگسالان این باشگاه پیوست و اولین بازیکن فوتبال نیمه‌حرفه‌ای (ورزش) در تاریخ باشگاه شد. او اولین بازی خود را در کی لیگ ۱ در دیداری مقابل سئونگنام در تاریخ ۱۰ مارس ۲۰۲۰ انجام داد. او اولین پاس گل خود را در سوپر مچ مقابل سوون سامسونگ بلووینگز در تاریخ ۲۶ سپتامبر به دست آورد و اولین گل خود را در مقابل گوانگجو در تاریخ ۳ نوامبر به ثمر رساند.

## دوران ملی
کانگ عضو تیم ملی کره جنوبی در مسابقات قهرمانی فوتبال شرق آسیا ۲۰۲۲ بود. او در دو دیدار مقابل چین و هنگ کنگ بازی کرد و دو گل مقابل تیم دوم به ثمر رساند.
کانگ در دیداری از جام ملت‌های زیر ۲۰ سال آسیا ۲۰۲۳ که در تاریخ ۵ مارس ۲۰۲۳ برگزار شد، پس از شروع دریبل از نیمه زمین خود، از میان سه بازیکن اردنی عبور کرد و گل زد. این گل انفرادی او برای جایزه جایزه پوشکاش فیفا نامزد شد.